# Duttaphrynus melanostictus
Espèce
Synonymes
- Bufo melanostictus Schneider, 1799
- autres synonymes dans le texte

Statut de conservation UICN

 LC  : Préoccupation mineure
Duttaphrynus melanostictus, le Crapaud masqué, est une espèce d'amphibiens de la famille des Bufonidae.

## Description
Le sommet de la tête a plusieurs crêtes osseuses, le long du bord du museau (crête rostrale), en face de l'œil (pré-orbitales), au-dessus de l'œil (supra-orbitaire), derrière l'œil (post-orbitaire), et une courte entre l'œil et l'oreille (orbito-tympanique); Le museau est court et émoussé et l'espace entre les yeux est plus large que la largeur de la paupière supérieure. Le tambour de l'oreille ou tympan est très distinct et est au moins aussi large que le diamètre des deux tiers de l'œil. Le premier doigt est souvent plus long que le second et les orteils au moins à moitié palmés. Un tubercule verruqueux se trouve juste avant la jonction de la cuisse et le métatarse. Il n'y a pas pli de la peau le long du tarse. Le "genou" (articulation tibio-métatarsienne) atteint le tympan ou l'œil lorsque la patte arrière est maintenu parallèle le long du côté du corps. La face dorsale est recouverte de verrues épineuses. La glande parotoïde est au premier plan, en forme de rein ou elliptique et allongée. La face dorsale est jaunâtre ou brunâtre et les épines et les crêtes sont noires. Le ventre est de couleur unie. Les mâles ont un sac vocal et des plaquettes noires sur la face interne des doigts qui aident à maintenir la femelle pendant l'accouplement.

## Répartition
Cette espèce se rencontre jusqu'à 2 000 m d'altitude :
- au Pakistan ;
- en Inde, y compris dans les îles Andaman-et-Nicobar ;
- au Sri Lanka ;
- au Népal ;
- au Bangladesh ;
- en Birmanie ;
- dans le sud de la Chine au Zhejiang, au Fujian, au Jiangxi, au Hunan, au Guizhou, au Yunnan, au Guangxi, au Guangdong, à Hong Kong, à Macao et à Hainan ;
- à Taïwan ;
- au Viêt Nam ;
- au Laos ;
- au Cambodge ;
- en Thaïlande ;
- en Malaisie ;
- à Singapour ;
- au Brunei ;
- en Indonésie à Jawa, au Kalimantan et à Sumatra ;
- à Madagascar.

Sa présence est incertaine au Bhoutan.
Elle a été introduite en Papouasie-Nouvelle-Guinée, au Timor oriental et en Indonésie à Bali, à Sulawesi, aux Moluques, en Nouvelle-Guinée occidentale, ainsi qu’en Australie où un risque d’infestation est envisagé en mars 2015.

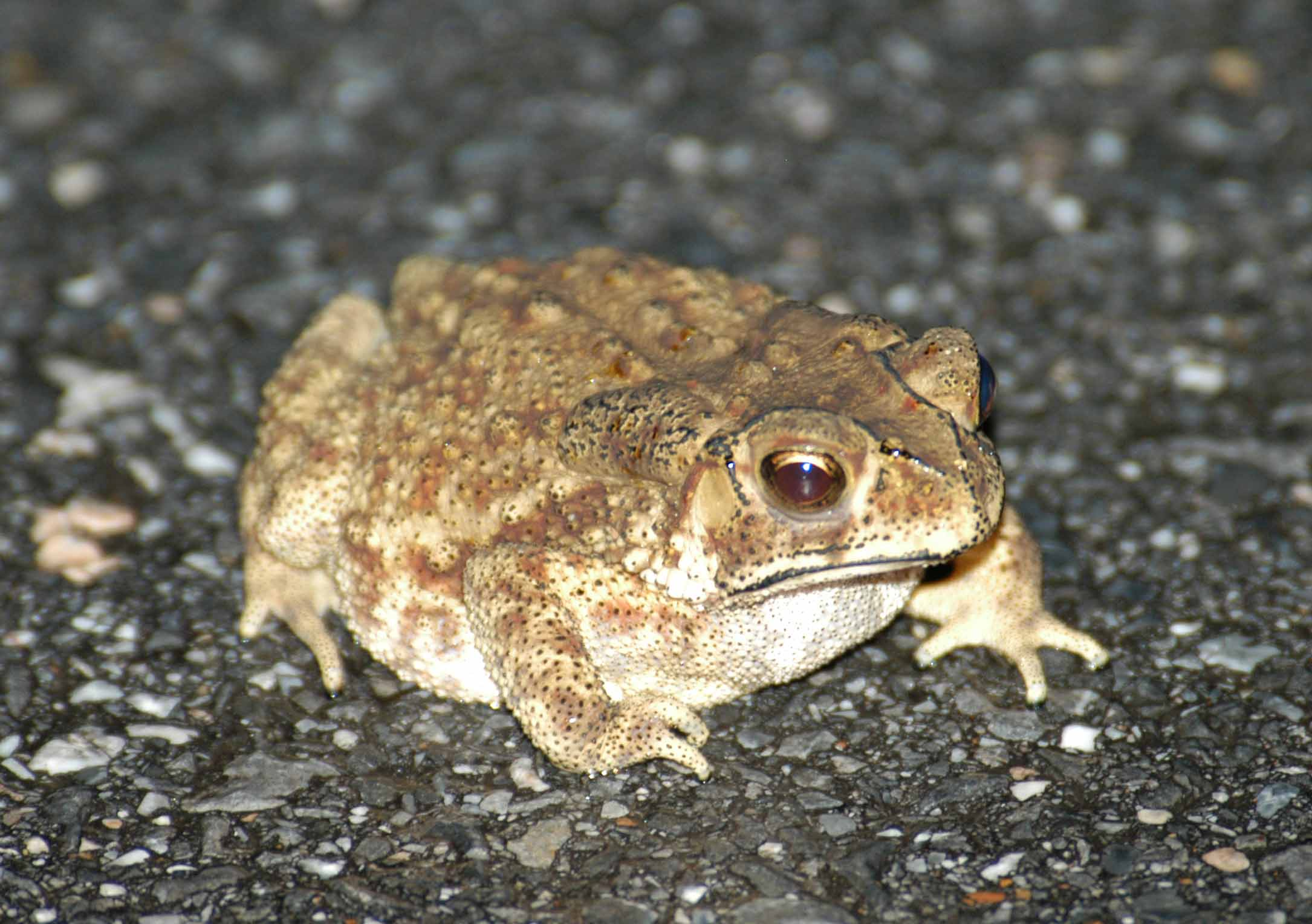
Duttaphrynus melanostictus

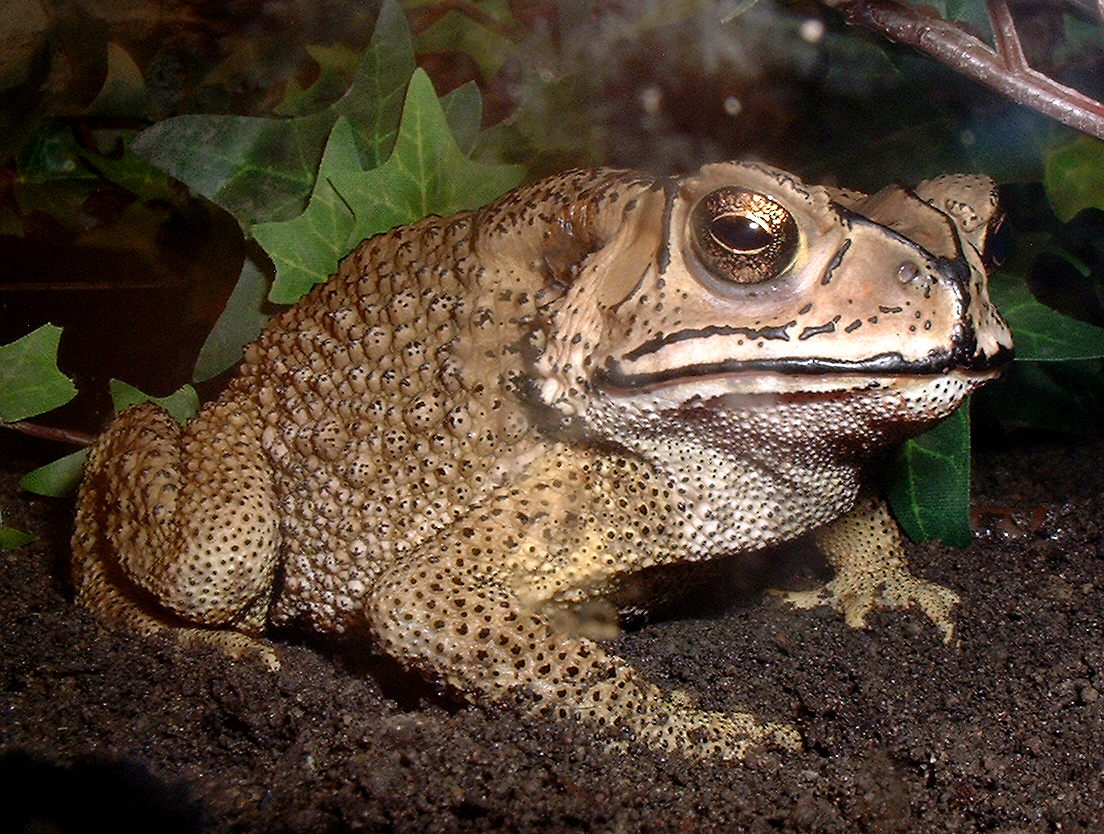
Duttaphrynus melanostictus

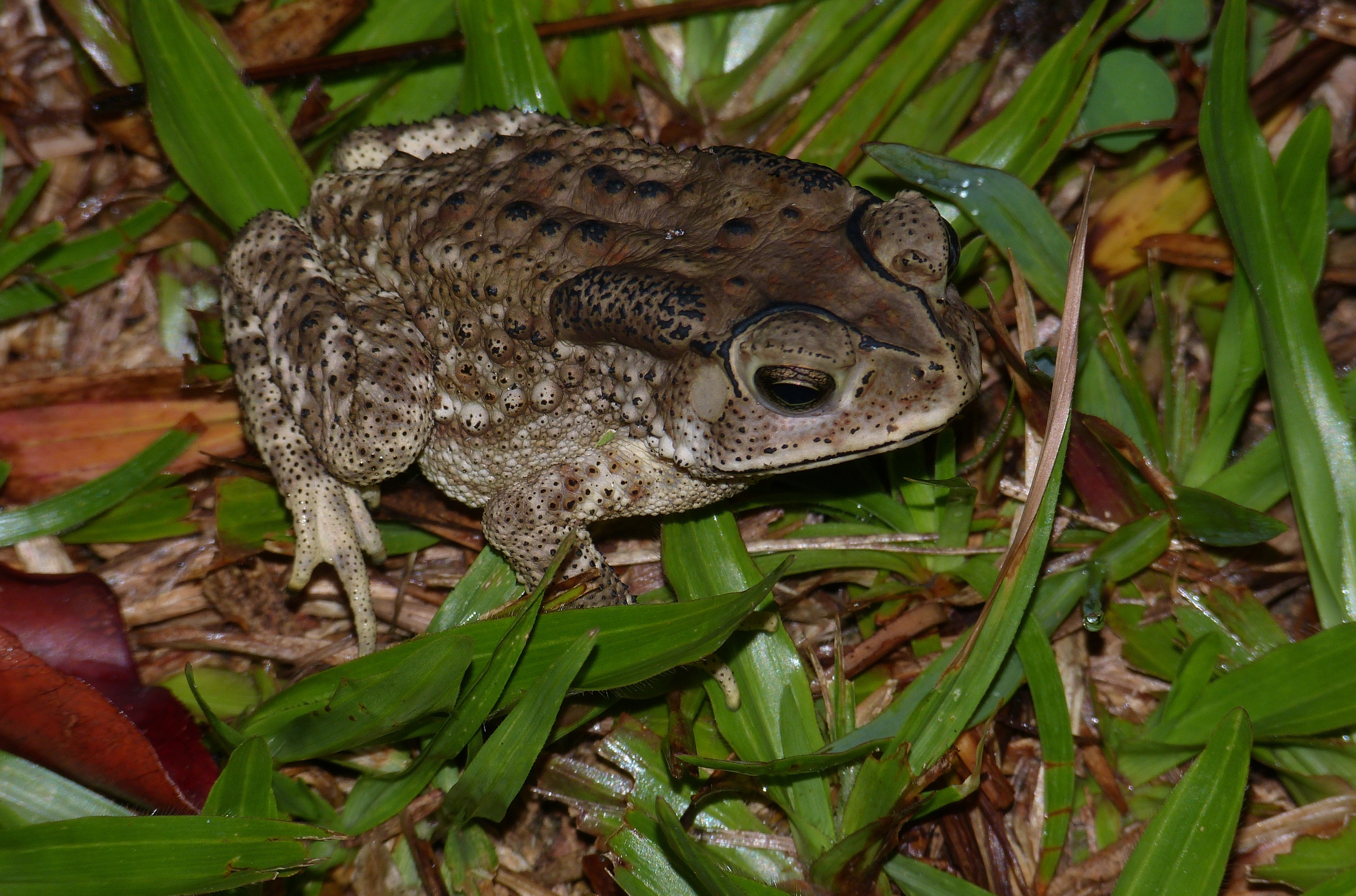
Duttaphrynus melanostictus (Kuala Tahan, Malaisie)

## Liste des synonymes
Cette espèce connait de nombreux synonymes :
- Bufo melanostictus Schneider, 1799 (protonyme)
- Bufo chlorogaster Daudin, 1802
- Rana dubia Shaw, 1802
- Bufo scaber Daudin, 1802
- Bufo bengalensis Daudin, 1802
- Bufo flaviventris Daudin, 1802
- Bufo carinatus Gray, 1830
- Bufo isos Lesson, 1834
- Bufo gymnauchen Bleeker, 1858
- Docidophryne spinipes Fitzinger, 1861 "1860"
- Bufo longecristatus Werner, 1903
- Bufo tienhoensis Bourret, 1937
- Bufo camortensis Mansukhani & Sarkar, 1980
- Ansonia kamblei Ravichandran & Pillai, 1990
- Bufo melanostictus hazarensis Khan, 2001

## Étymologie
Son nom d'espèce dérive du grec ancien μέλας, mélas, « noir », et στικτός, stiktos, « couvert de petites creux ».

## Publication originale
- Schneider, 1799 : Historiae amphibiorum naturalis et literariae fasciculus primus, vol. 1 (texte intégral).